# Греки в Туреччині

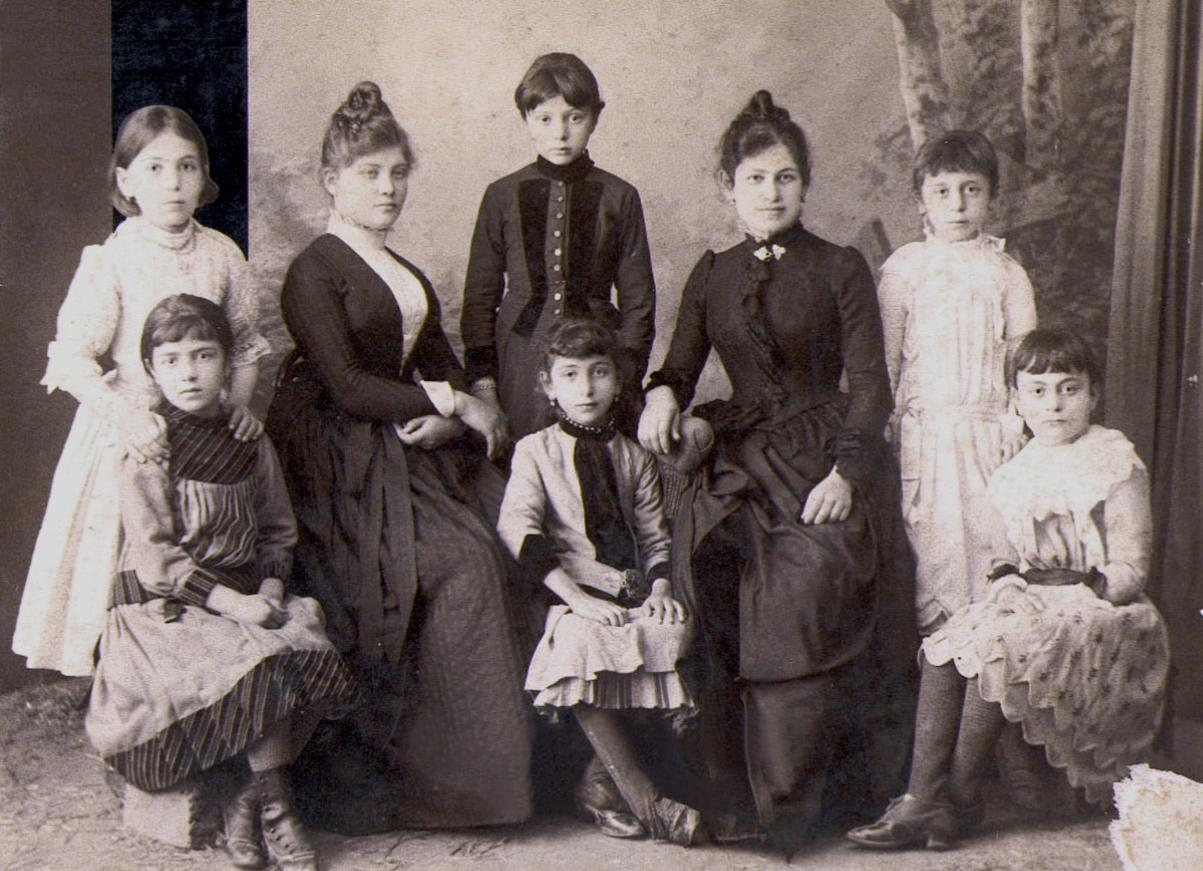
Трапезундські греки, початок XX століття

Греки на території сучасної Туреччини є нечисленною, але історично значущою меншиною. На момент становлення сучасної турецької держави в 1920-х роках у країні проживало близько 2,3 млн греків, що були переважно нащадками грецького і еллінізованого населення Візантійської імперії, економічне і політичне ядро якої в середньовіччі становили південь Балканського півострова, де нині розташована Греція, і Мала Азія й Фракія, які практично повністю контролює сучасна Туреччина. У Стамбулі, одному з небагатьох місць у Туреччині, де грецькій меншині гарантовано право проживання після обміну 1924 року, за даними за 2006 рік проживало менш як 3000 православних греків. Кількість дітей у грецьких школах Стамбула до 2014 року скоротилася до 250 осіб, багато з яких вже слабко володіють грецькою мовою.

## Історія
Грецьке населення Малої Азії, яке колись становило основну частину населення Візантії, неухильно скорочувалася від початку тюркських вторгнень у кінці XI століття. Поступова ісламізація і тюркізація охопила цей регіон досить швидко. Після 1189 року більшість латинських текстів із Західної Європи починають уживати топонім «Туреччина» (Turchia). Османська імперія з одного боку гарантувала грекам номінальну свободу віросповідання, але з іншого всіляко заохочувала їх поступову ісламізацію різними економічними і політичними методами тиску. Через відсутність гарантій права власності на землю та майно, більшість соціально мобільних греків у османський період воліли займатися торгівлею. Грецька революція 1830 року відтворила незалежну Грецію на півдні Балканського півострова. Однак на її території проживало менш як 1 млн греків з близько 5 млн, налічуваних у межах Османської імперії. За даними останнього османського перепису населення 1914 року на її зменшуваній території проживали 1 792 206 православних греків, які становили 8,54 % населення імперії.

### Грецьке населення Константинополя-Стамбула

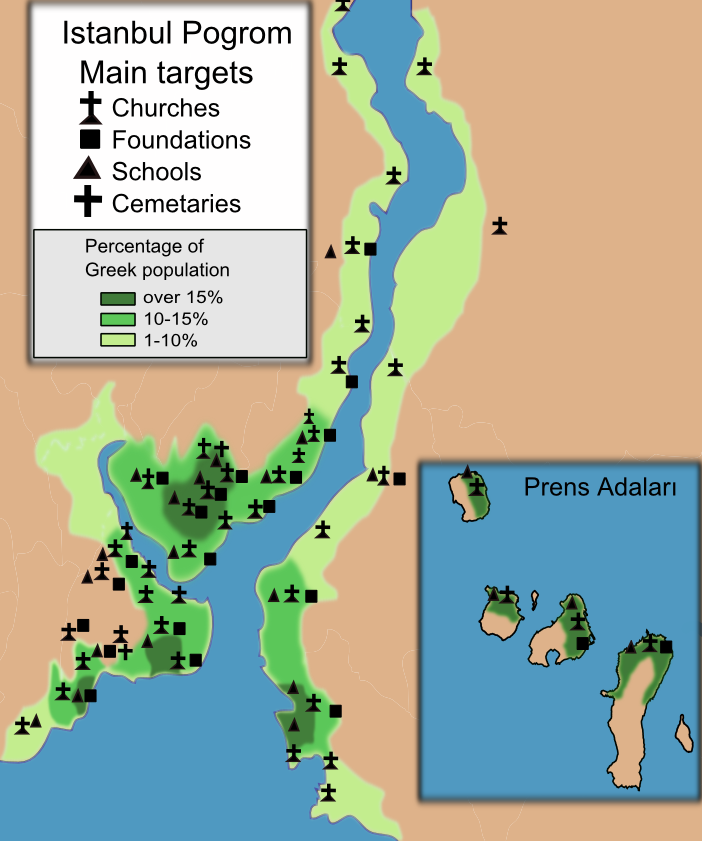
Погром грецького населення в Стамбулі і на островах Принців 1955 року

Після 1924 року етнічним православним грекам на території Туреччини фактично дозволялося проживати тільки в старих межах міста Константинополя (включно з Принцевими островами), а також на островах Імброс і Тенедос в Егейському морі. Але тиск влади, введення «податку для меншин» і масові погроми 1950-х років призвели до того, що до початку XXI століття число греків у Туреччині скоротилося до рекордно низької позначки 2000—3000 осіб, переважно це грекоправославні священники і їхні родини в Стамбулі, де центром грецького життя залишається квартал Фенер з його патріархатом (див. фанаріоти). До кінця 1950-х років важливим центром економічного життя греків та інших православних жителів Стамбула був також і квартал Бейоглу. Як наслідок, уже до кінця ХХ століття турецька громада в регіонах Греції, виведених за рамки обміну населенням, виявилося у багато разів більшою від грецької громади в Туреччині, хоча за задумом ініціаторів обміну населенням ці дві громади мали врівноважувати одна одну.

#### Динаміка грецького населення Стамбула
| Православні греки | 1919, перепис | 1927, перепис | 1955, оцінка | 1965, оцінка | 1978, перепис | 2006, оцінка |
| Чисельність       | 350 000       | 119 822       | 65 108       | 49 081       | 7 000         | 3 000        |
| %                 | 31,0          | 12,5          | 5,0          | 2,5          | 0,3           | 0,1          |

### XXI століття
В перші два десятиліття XXI століття соціальний і культурний обмін між двома країнами зріс: число громадян Греції, які відвідують Туреччину з діловими і культурними поїздками, які купують там нерухомість і навіть залишаються на постійне місце проживання різко збільшилося завдяки динамічному розвитку економіки Туреччини. Греки складають значну частину населення ілів: Чанаккале, Ізмір, Мугла, Едірне, Бурса, Киркларелі і Айдин, тоді, як грецьке населення Стамбула скорочується — в жовтні 2014 року, після 90 років роботи, припинила свою діяльність остання стамбульська щотижнева грецькомовна газета «Апоевматіні»(Вечір). Разом з тим і громадяни Туреччини стали активніше відвідувати Грецію, де зберігається значна турецька громада.

## Етнографія
Етнографічно поняття грек в історії Туреччини, а до цього в Османській імперії та інших тюркських політичних утвореннях Малої Азії і Балкан, мало своєрідне значення і безліч нюансів. Так, турки-сельджуки здавна ділили греків на недружніх «юнанів» (мешканців Іонічних островів і всіх православних грецькомовних мешканців Балкан) і більш покірних «ромеїв» або «урумів», які легше піддаються асиміляції і територію яких досить рано включено до складу Румського султанату. Останні досить рано стали на шлях тюркізації. Аналіз як османо-турецької мови, так і сучасних турецьких діалектів Малої Азії виявляє в них дуже мало слідів минулого домінування тут грецької мови, що ще раз підтверджує теорію прогресування багатовікової асиміляції здебільшого грекомовного населення регіону: греки Малої Азії поетапно і поглиблено освоювали тюркську мову, поступово занурюючись також і в ісламську культуру. Становлення змішаного суржику, подібного до спонтанно виниклого в романо-слов'янській Дакії, тут не відбулося. Винятком став лише регіон Понта, підкорений 1461 року, в якому відносно нечисленне тюркське населення зазнало впливу грецької мови. В цілому, до початку XX століття численне грекомовне православне населення Малої Азії зберігалося лише в прибережних регіонах півострова. При цьому, в умовах поділу на міллети, греками тепер вважалися і тюркомовні православні жителі.
Досить численних грекомовних мусульман Османської імперії, а потім і Туреччини, виведено за рамки поняття «етнічні греки». Чисельність цієї етнокультурної групи в середині XX століття досягала 700 000 осіб, проте до кінця XX століття грецьку мову як рідну або мову родинного спілкування зберігали лише небагато людей похилого віку.